# Aceton
Aceton, propan-2-on – organiczny związek chemiczny z grupy ketonów, najprostszy keton alifatyczny. Ma ostry, charakterystyczny zapach. Miesza się w każdych proporcjach z wodą, etanolem, eterami i innymi ketonami o niskiej masie cząsteczkowej.

## Występowanie i otrzymywanie
Aceton obecny jest w niewielkich ilościach w krwi i moczu. Większe od normy jego stężenie pojawia się w organizmie przy zaawansowanej i nieleczonej cukrzycy. Aceton jest naturalnie obecny w tkankach wielu roślin (np. ziemniaków, żyta), gazach wulkanicznych i gazach spalinowych. Tworzy się on w dużych ilościach w trakcie suchej destylacji drewna, która była niegdyś głównym sposobem jego produkcji. Obecnie w przemyśle produkuje się go najczęściej metodą kumenową przy okazji otrzymywania fenolu.

Schemat syntezy acetonu metodą kumenową
W laboratorium można go otrzymać przez suchą destylację octanu wapnia.
Aceton wytwarzany jest efektywnie przez bakterie Clostridium acetobutylicum. Proces ten został opisany po raz pierwszy w latach 1904–1907, natomiast wykorzystany w praktyce do przemysłowej produkcji acetonu w 1915 roku przez brytyjskiego biochemika pochodzenia żydowskiego Chaima Weizmana, późniejszego pierwszego prezydenta państwa Izrael. W okresie I wojny światowej występowało duże zapotrzebowanie na aceton, niezbędny składnik kordytu (rodzaj prochu bezdymnego), natomiast działania wojenne uniemożliwiały Wielkiej Brytanii import octanu wapnia, prekursora acetonu. Technologia opracowana przez Weizmana umożliwiła produkcję acetonu na dużą skalę. Ponieważ pożywkę dla C. acetobutylicum przygotowywano z deficytowej kukurydzy, konieczne było przeniesienie produkcji do Kanady (1916) i USA (1917). Weizman w zamian za swoje zasługi zasugerował swoje poparcie dla idei państwa żydowskiego w Palestynie, co w dużej mierze przyczyniło się do uchwalenia deklaracji Balfoura.
Obecnie otrzymywany jest głównie na skalę przemysłową metodą kumenową z propylenu, a także katalitycznie z alkoholu izopropylowego, acetylenu w wyniku fermentacji butanolowo-acetonowej.

## Zastosowanie

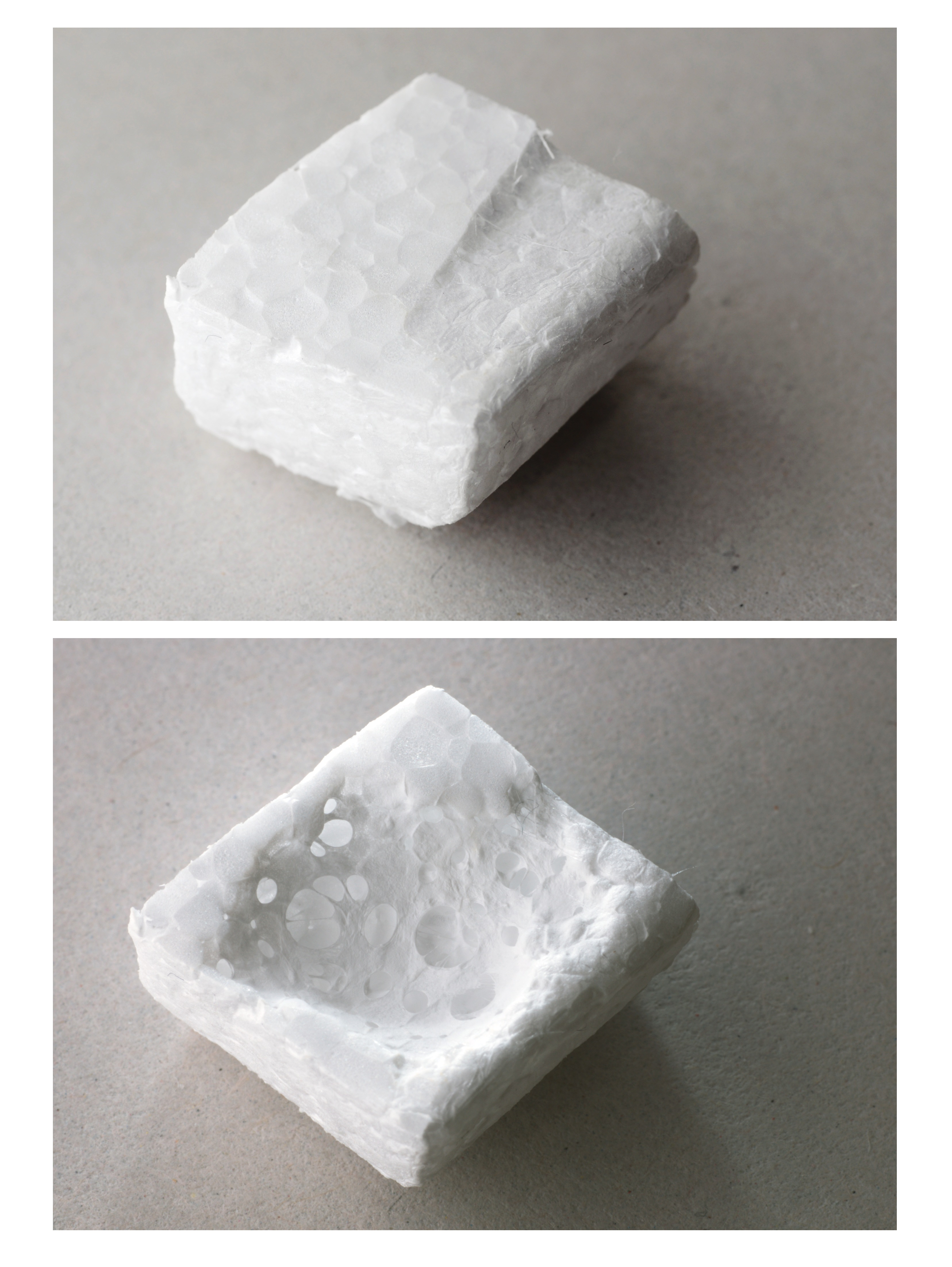
Styropian poddany działaniu acetonu

Aceton jest powszechnie stosowanym rozpuszczalnikiem organicznym o dużej polarności. Rozpuszcza większość miękkich tworzyw sztucznych, lakiery, tłuszcze, oleje (nawet nagar silnikowy). Dobrze rozpuszcza się w nim acetylen, przez co używa się go w butlach na ten gaz w celu uniknięcia zbyt wysokiego ciśnienia, pod którym acetylen jest niestabilny. Stosuje się go przy produkcji leków, barwników, farb, lakierów i środków czyszczących. Jest często stosowany jako składnik zmywacza do paznokci.
Aceton może być wykorzystywany jako prekursor do produkcji narkotyków i w związku z tym obrót nim podlega w Polsce kontroli, zgodnie z Ustawą o przeciwdziałaniu narkomanii oraz rozporządzeniami Wspólnoty Europejskiej. Jednak z uwagi na to, że aceton należy do prekursorów niskiej kategorii (trzeciej), przepisy nie ograniczają jego dostępności w handlu detalicznym.

## Szkodliwość
Aceton jest substancją wysoce łatwopalną. Działa drażniąco na oczy, wysusza skórę i może wywołać uczucie senności lub zawroty głowy. Jego LD50 wynosi 5,8 g/kg (szczur, doustnie) (dla porównania dla alkoholu etylowego jest to 10,5 g/kg). W klasyfikacji toksyczności według Hodge’a i Sternera aceton należy do grupy słabo toksycznych. Według kryteriów UE substancje o LD50 powyżej 2 g/kg nie są klasyfikowane jako toksyczne. Opary acetonu łatwo wchłaniają się przez płuca do krwi, która rozprowadza ten związek po całym organizmie. Jeśli stężenie acetonu we krwi nie jest zbyt wysokie, jest on skutecznie metabolizowany przez wątrobę. W większym stężeniu aceton zaczyna powodować ostre podrażnienia błon śluzowych nosa i ust oraz łzawienie oczu i ból głowy. Duże stężenie acetonu w powietrzu powoduje utratę przytomności i śpiączkę (LC50 50,1 g/m³/8 h; szczur, wdychanie). Nie stwierdzono, aby miał działanie genotoksyczne lub rakotwórcze.